# Otto Pünter
 (octobre 2024).
Si vous disposez d'ouvrages ou d'articles de référence ou si vous connaissez des sites web de qualité traitant du thème abordé ici, merci de compléter l'article en donnant les références utiles à sa vérifiabilité et en les liant à la section « Notes et références ».
Otto Pünter, né le 4 avril 1900 à Berne et mort dans la même ville le 13 octobre 1988, est un journaliste suisse. Engagé dans la lutte antifasciste dès la fin des années 1920, il a contribué à alimenter en informations, sous le nom de code de « Pakbo », le réseau d’espionnage soviétique mené par Alexandre Radó durant la Seconde Guerre mondiale.

## Biographie
Jeune journaliste, Otto Pünter fonde en 1927 à Berne l’agence de presse socialiste INSA. 
Lors de la guerre civile espagnole, à la demande du gouvernement républicain, sous le nom de code de « Pakbo », il utilise son réseau pour obtenir des renseignements sur l’aide italienne et allemande aux troupes franquistes. Devenu correspondant parlementaire de divers journaux du Parti socialiste suisse en 1939, il poursuit durant la Seconde Guerre mondiale les activités de renseignement de son réseau antifasciste au profit des différents mouvements de résistance dans les pays occupés et surtout avec les services de renseignement soviétiques, en collaboration avec Alexandre Radó et Rudolf Roessler.
En 1955, Otto Pünter quitte son poste au Parlement pour devenir le premier chef du service de presse et d'information de la SSR jusqu’en 1965.
En 1975, il a reçu à Berlin-Ouest la médaille Hans Bredow pour services rendus à la radiodiffusion.

## Publications
- Guerre secrète en pays neutre, Les révélations d'un agent secret sur l'espionnage en Suisse contre le fascisme et Hitler 1930-1945, Éditions Payot, Lausanne, 1967
- Société suisse de radiodiffusion et télévision, 1931-1970, SSR, 1971
- Wie es war, Cosmos-Verlag, 1977